# سیداسانا

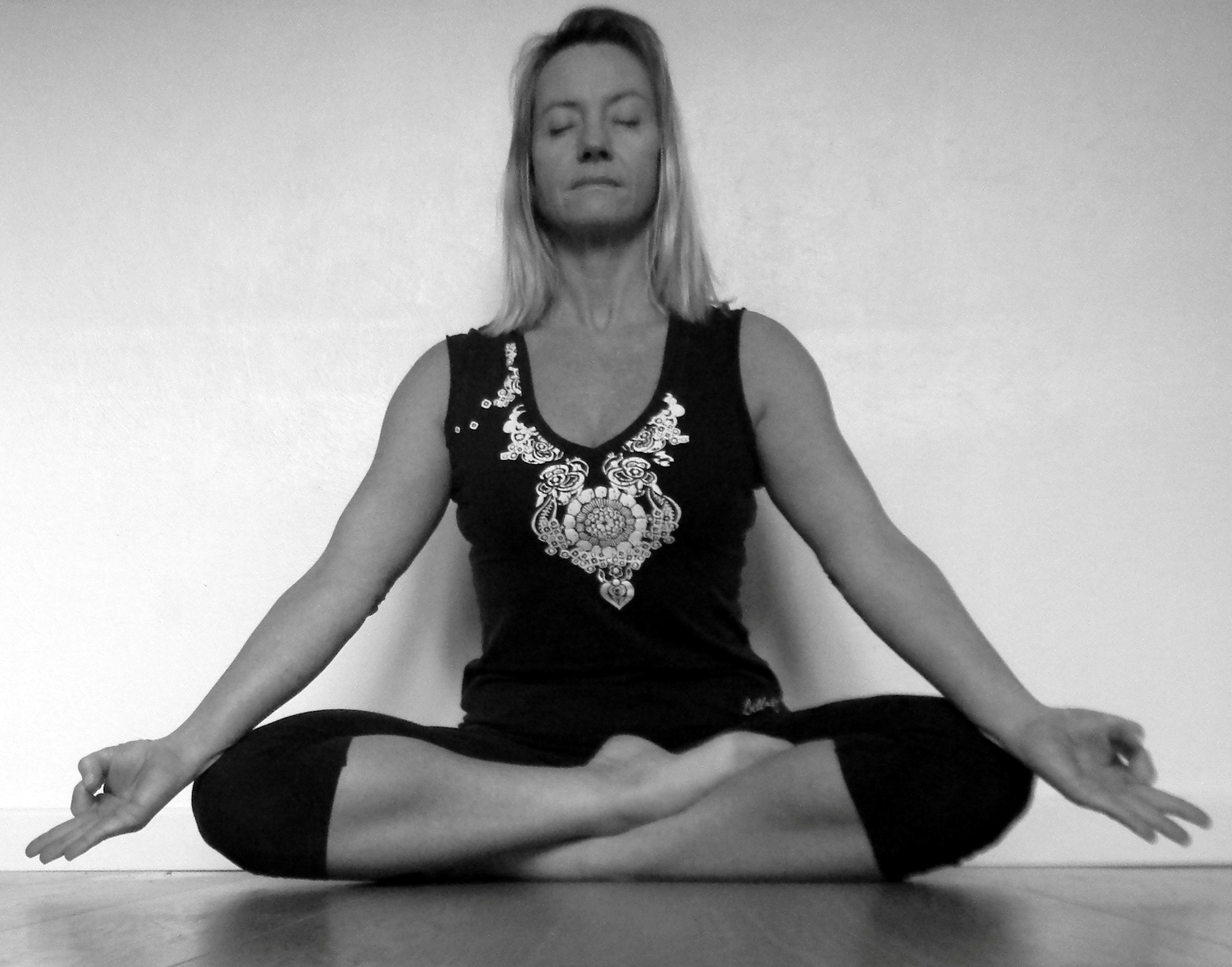
سیداسانا

سیدهاسانا (سانسکریت: सिद्धासन ; IAST) در هاتا یوگا و یوگای مدرن به عنوان تمرین مناسب برای مدیتیشن است.
وضعیت استاد
سیدهاسانا Siddhasana (وضعیت استاد) یکی از قدیمی‌ترین آساناها است. در متن اولیه هاتا یوگا، قرن دهم به عنوان جایگاه مراقبه توصیف شده‌است. این بیان می‌کند که سیدهاسانا در کنار (موقعیت نیلوفر آبی) یکی از مهم‌ترین آساناها است و راه رهایی را باز می‌کند. در هاتا یوگا پرادیپیکا آمده که همه آساناهای دیگر پس از تسلط بر سیدهاسانا غیر ضروری هستند.
هدایت پرانا
سیدهاسانا (سیداسانا)، وضعیت استاد اساساً وضعیت مراقبه است. این تمرین برای هدایت کردن پرانا به‌طور مستقیم به آجنا چاکرا طراحی شده‌است.